# Clistopyga manni
Clistopyga manni là một loài tò vò trong họ Ichneumonidae.